# 性强迫观念
性强迫观念（sexual obsessions）是一種與性相關的強迫思维，患者會不自覺的非常渴望進行性行為。性强迫观念在強迫症患者當中非常普遍，約在兩成的患者身上出現。基於這種成癮症與性行為相關，一般患者往往會對他們的問題羞於啟齒，亦使他們羞於向外界尋求協助，令病者的病情加劇。
「性强迫观念」只限於自身，強姦並不屬於性强迫观念的範疇。

## 強迫症的徵狀
強迫症（Obsessive-compulsive disorder，簡稱OCD）是一種涉及強迫行為的病症，患者會有不想要的過份思想或影像在腦中出現，使他們的日常生活受到干擾或感到不安；之後是強迫行為的出現，使他們能夠得以暫時從因強迫思想而引起的焦慮中釋放。強迫思想（「積念」）是非自願、重複及不受歡迎的，任何企圖壓制或中和這些積念的嘗試都不能成功，而且更會使病況加劇。強迫症是焦慮症的一種。
一般的典型強迫症的主題都環繞着潔癖（討厭污染）、病患、災難（擔心災難的發生）及整潔（要求事事井井有條）。然而，亦有強迫性患者的強迫主題與暴力、宗教或性經驗相關。根據Grant等人的研究，患有性强迫观念的患者可能佔所有強迫症患者高達四分一的比例。
重覆性的性思想在強迫症患者以外的其他精神病患中亦很常見。舉例說：對於有性慾倒錯（paraphilias）、創傷後壓力心理障礙症、性冷感、性上癮的人來說，這種與性相關的思想很普遍，而在一般的正常人亦有可能出現。然而，無論在內容、形式及意義方面，患者與其他人的情況都很不相同。
世界衛生組織於2019年5月新通過的ICD-11，將強迫性性行為症 ( compulsive sexual behaviour disorder ) 正式列入診斷，代碼為6C72。

## 性的觀點
由於性行為不論在情感、道德及宗教方面都有其重要性，使它變得像磁鐵一樣使有強迫症傾向的人追求。常見的主題包括有：性傾向、性關係上的不忠、不正常的行為、戀童與和宗教有關對於性的褻瀆思想。有性强迫观念的人也許會合理化為是源於他們的吸引力、權力或伴侶，認為是這些原因導致不自主的強迫行為。

## 例子
性强迫观念的形式可以很多方面的，舉例說：一個父親可能會因無所事事因而陷入沉溺於性侵犯他所愛的幼女的幻想中。他可能會懷疑自己是否得了戀童癖，並擔心自己有朝一日會失控，做出那種事出來，儘管他從來都沒有做過，但這念頭卻使他很反感。一個一直和男性約會都會很高興的女人，也許突然會開始擔心對男友產生性冷感是因為自己是女同性戀，而且會開始注視其他女性懷疑著，自己事實上真的受到同性別的人吸引。其他有些例子像是有男性會擔心，他可能在和其他女性握手時不小心讓對方懷孕，因為他在碰觸自己的生殖器之後洗手洗的不夠仔細（Williams 2007年）。有病人可能也會擔心自己的強迫症狀已經十分明顯。
在這些想法中，性强迫观念也許看來十分真實，偶爾有人會相信他們的症狀是真的發生了，在這樣的例子中他們會被稱歸類為"觀察力貧乏"（poor insight），但是在某些觀點中，大部分的被確認為強迫症的人的恐懼是誇張且不切實際的。但問題是即使他們知道此感覺是錯誤的，但仍感受非常真實。這些人也不瞭解，為什麼自己無法將這樣的感受從的內心裡驅逐。強迫的恐懼有時也會因為某個邏輯的思考，或對他人產生的安全感而暫時消失，但可能也會再缺乏警戒的狀態被性的刺激再次觸發。（Gordon 2002年）.
性强迫观念對於患有強迫症的個人來說常會是非常困擾的事情，一些重要且值得珍惜的事情會被扭轉成相反的惡夢，野人將會永遠注意到那些錯誤的事件。有性强迫观念的人特別會一再發生挑釁、宗教上的強迫行為、情緒性失調與高比例的失控的衝動行為。（Grant et al, 2006年）。

## 自我角色的懷疑
性强迫观念患者常被見於有一連串的「假如...」的想法，他們可能會懷疑「假如我真的是同性戀怎麼辦？」、「假如我是真的想誘惑自己的學生怎麼辦？」、「假如我在夢遊時不小心去找了妓女而得了AIDS怎麼辦？」讓強迫症狀回到真實是可被控制的，但他們所擔心的事情將永遠不會被證實。（像是：「假如我真的因為是看到孩童的照片才興奮的話該怎麼辦？」）

## 逃避
與前期各種精神病徵一樣擁有類似自我良知性質障礙與選擇性逃避特徵，但此狀態不會因各種精神疾病和併發症融合出現(除非特殊原因)。

## 治療
一般來說，患有性强迫观念的人會花大量時間及精力去嘗試了解他們對性方面的積念。到最後，他們的結論可能是因為他們覺得自己在某方面出了毛病，所以出現了這種問題，所以他們往往因此而羞於向醫生啟齒，使疾病得以治療。幸运的是，性强迫观念对其他形式的强迫症可用的相同类型的有效治疗有反应：认知行为疗法和選擇性血清素再攝取抑制劑（SSRIs）。 然而，性强迫观念可能需要更长时间，更积极的治疗方法。

## 相關媒體
- 電影：《鋼琴教師》

## 參看
- 好色/咸濕
- 网络色情
- 性欲亢进
- 被愛妄想症

## 外部連結
- 一宗有關可能性上癮的描述
- I'm Gay But You're Not: Understanding Homosexuality Obsessions
- NeuroticPlanet OCD Online Forum
- I Think it Moved